# Việt Anh (diễn viên)
Nguyễn Lê Việt Anh (sinh 8 tháng 9 năm 1981) là một diễn viên người Việt Nam. Anh nổi tiếng với vai Cao Thanh Lâm trong bộ phim Chạy án thuộc loạt phim truyền hình Cảnh sát hình sự. Năm 2017, anh tiếp tục thành công với vai diễn cậu ấm Phan Hải trong Người phán xử. Việt Anh cũng từng tham gia làm người dẫn chương trình truyền hình Chúng tôi là chiến sĩ được phát trên kênh VTV3 của Đài Truyền hình Việt Nam. Anh được Nhà nước phong tặng danh hiệu Nghệ sĩ ưu tú vào năm 2023 sau nhiều năm hoạt động nghệ thuật.

## Tiểu sử
Việt Anh sinh năm 1981 tại Hà Nội. Anh là con út trong gia đình có hai anh em, anh trai là Nguyễn Lê Việt Thắng hơn anh 2 tuổi. Tuy cả bố và mẹ đều là công chức Nhà nước nhưng do sự khó khăn của nền kinh tế bao cấp thời đó nên cả gia đình anh sống chung với ông bà nội và 2 người chú trong một căn hộ trên tầng 4 của Khu tập thể Kim Liên, quận Đống Đa. Khi anh học cấp 2 thì bố mẹ chia tay, hai anh em ở với mẹ còn bố anh chuyển vào sống trong Thành phố Hồ Chí Minh.

## Sự nghiệp
Sau khi học xong trường Đại học Kinh tế Quốc dân. Năm 2003, cơ duyên đến với điện ảnh của anh đã hình thành khi anh bị ép theo học lớp đào tạo diễn viên truyền hình của VFC (đây là khóa đào tạo diễn viên được VFC tổ chức năm đầu tiên). Tại đây, anh đã được gặp thầy chủ nhiệm Hoàng Dũng (lúc này ông đang là Nghệ sĩ Ưu tú và làm Giám đốc Nhà hát kịch Hà Nội), người thầy mà Việt Anh lúc đầu cảm thấy không thiện cảm và khó chịu nhưng về sau anh đã rất tôn trọng và kính nể.
Trên màn ảnh nhỏ, với ngoại hình ưa nhìn, cao ráo nên Việt Anh thường được đạo diễn giao cho những vai thuộc nhóm phản diện. Sau một số bộ phim chưa tạo được nhiều ấn tượng, sự nghiệp diễn xuất của anh bước sang một trang mới kể từ khi anh tham gia 2 phần của bộ phim Chạy án.

### 2006 – 2008: Nổi tiếng vớiChạy án
Được lấy bối cảnh từ vụ án có thật về gia đình ông Mai Văn Dâu (nguyên Thứ trưởng Bộ Thương mại giai đoạn 1992 – 2004), Chạy án được phát sóng năm 2006, trong đó Việt Anh vào vai Cao Thanh Lâm là con trai của Thứ trưởng Cao Đức Cẩm (diễn viên Lê Dũng Nhi đóng). Lâm đi học Thạc sĩ Tin học ở Mỹ. Sau khi tốt nghiệp, Lâm trở thành một cao thủ tin học và trở về Việt Nam nắm giữ vị trí Trưởng phòng Thương mại điện tử ở Ngân hàng Phú Tài. Vốn dĩ là một công tử được bố mẹ nuông chiều, thích ăn chơi. Lâm kết bè kết đảng với nhiều phần tử bất hảo, đáng chú ý là Tony Nguyễn (do Tiến Đạt thủ vai), một Việt kiều Pháp đã dụ dỗ Lâm theo con đường cờ bạc và ma tuý. Thua bạc và không có tiền để hút chích, Lâm đã tìm cách ăn cắp tiền từ ngân hàng của mình, việc bị bại lộ. Lâm đã tìm cách bỏ trốn xuống Móng Cái cùng cô bồ Vy, nhưng đã bị bắt lại trên đường chạy trốn. Trước áp lực từ việc Lâm bị bắt, anh Cẩm viết đơn xin từ chức và định tự sát, nhưng kịp thời được người ngăn lại. Cuối cùng, nhờ có thân nhân tốt và được người thân bồi hoàn một phần số tiền, Lâm chịu mức án 10 năm tù và phải nộp 30 tỷ VNĐ. Tony Nguyễn cũng bị bắt vì tội tổ chức đánh bạc. Phần 1 kết thúc với cảnh người vợ Minh Phương hạnh phúc đến thăm Lâm ở trong trại giam.
Nối tiếp thành công của phần đầu, Chạy án 2 được phát sóng năm 2008, bà Dung (mẹ Lâm) cùng đàn em đã bày ra kế giả điên để đưa Lâm đang ở trong trại về nhà chữa bệnh. Sau khi ra trại, Lâm vẫn "ngựa quen đường cũ" cùng những kẻ hợp tác làm ăn trước đây để thực hiện những hành vi phạm pháp. Cuối cùng thì vụ chạy án giả điên của Lâm cũng bị làm sáng tỏ. Bộ phim kết thúc với cảnh Lâm bị nghiện ngập ma túy, lấy dao bầu đâm chết anh mình và rồi cơn ảo ảnh làm cậu ngã từ tầng hai từ căn biệt thự nhà mình xuống đất chết. Bộ phim kết thúc với cảnh Minh Phương vui đùa cùng đứa con trai duy nhất mà cô có với Lâm.
Tại lễ trao giải Cánh diều vàng 2006 và 2008 thì cả Chạy án và Chạy án 2 đều được Hội Điện ảnh Việt Nam trao giải Cánh diều vàng ở hạng mục Phim truyền hình dài tập xuất sắc nhất. Ngoài ra, Chạy án (phần một) còn giành được giải đặc biệt ở hạng mục Invited Foreign Dramas tại Liên hoan phim quốc tế Tokyo năm 2008. Sau những thành công vang dội ấy của 2 phần phim, từ một diễn viên vô danh tiểu tốt, Việt Anh dần trở nên quen mặt với khán giả cả nước, anh nổi lên là một diễn viên trẻ và tài năng trong làng điện ảnh miền Bắc nói riêng và Việt Nam nói chung.

### 2009 – 2016: Tự làm phim và giành giải Cánh Diều Vàng
Bước đầu có chỗ đứng trong nghề, Việt Anh đã đứng ra thành lập Công ty Cổ phần Dịch vụ Quảng cáo và Sự kiện Phong cách Mới (New Style) có trụ sở ở Thành phố Hồ Chí Minh do đích thân anh làm Giám đốc còn anh trai Việt Thắng thì giữ vai trò là người điều hành các dự án của New Style. Cuối năm 2009, Công ty New Style của Việt Anh phối hợp với NS Picture (Công ty Trách nhiệm Hữu hạn Dịch vụ Quảng cáo Toàn Phương) sản xuất bộ phim Nơi tình yêu bắt đầu; đây là một bộ phim truyền hình tâm lý, tình cảm lấy chủ đề về hành trình phẫu thuật nụ cười của tổ chức Operation Smile dài 30 tập được HTV đặt hàng để dự kiến phát sóng trên HTV7 vào khoảng tháng 4 năm 2010. Trong phim, Việt Anh cũng tham gia vào vai luật sư Quốc Minh; tuy nhiên, sau khi phim khởi quay được 5 tập thì New Style xảy ra tranh chấp vốn góp với bên đối tác khiến dự án phim bị đình trệ. Đạo diễn Hồ Ngọc Xum thì quay sang thực hiện các dự án phim khác, đài HTV phải thay đổi lịch phát sóng còn 2 công ty sản xuất thì lao vào vòng xoáy kiện tụng. Sau các phiên tòa sơ thẩm (ngày 19/07/2010) và phúc thẩm (ngày 11/01/2011) thì Công ty của Việt Anh đã được Tòa án Nhân dân Tối cao tại Thành phố Hồ Chí Minh tuyên bố thắng kiện và được đền bù 99 triệu đồng. Sau này, dự án phim bị hủy bỏ.
Đầu năm 2014, Việt Anh tiếp tục cộng tác với VFC khi anh tham gia ghi hình trong bộ phim Khi đàn chim trở về (phần 3) của đạo diễn Nguyễn Danh Dũng. Tiếp nối thành công của Khi đàn chim trở về phần 1 và phần 2, 45 tập phim của Khi đàn chim trở về phần 3 xoay quanh cuộc chiến đấu bảo vệ rừng của lực lượng kiểm lâm trước sự hoành hành của lâm tặc. Đây là một trong số ít phim mà Việt Anh đóng vai chính diện khi anh được vào vai Thành - một người đàn anh chính nghĩa, sống có lý tưởng và là một cán bộ kiểm lâm mẫn cán, hết lòng vì màu xanh của rừng. Ngày 20 tháng 5 năm 2015, bộ phim được họp báo ra mắt tại khách sạn Daewoo Hà Nội và đã được phát sóng chính thhc trên kênh VTV1 vào 20h40 thứ 4, 5, 6 hàng tuần, bắt đầu từ 28 tháng 5 năm 2015. Sau khi bộ phim lên sóng, Việt Anh lại tiếp tục một lần nữa chinh phục khán giả thông qua màn ảnh nhỏ và giành được nhiều giải thưởng cá nhân lớn:
Ngày 19 tháng 12 năm 2015, trong phần cuối của Lễ trao giải và bế mạc của Liên hoan Truyền hình toàn quốc lần thứ 35 diễn ra tại Đồng Hới, Quảng Bình, vai Thành kiểm lâm của anh đã được trao tặng Bằng khen Diễn viên nam xuất sắc nhất còn bộ phim Khi đàn chim trở về cũng giành giải Vàng ở hạng mục Phim truyện truyền hình trước đó ít phút.
Ngày 20 tháng 4 năm 2016, trong Lễ trao giải Cánh diều vàng 2015 diễn ra tại Cung Văn hóa Hữu nghị Hà Nội. Việt Anh lần đầu tiên giành giải Cánh diều vàng ở hạng mục Nam diễn viên chính xuất sắc thể loại phim truyền hình. Cùng với đó, bộ phim Khi đàn chim trở về giành giải Cánh diều bạc (xếp sau phim Tuổi thanh xuân) ở hạng mục Phim truyền hình xuất sắc và đạo diễn Nguyễn Danh Dũng cũng giành giải Cánh diều vàng ở hạng mục Đạo diễn xuất sắc thể loại phim truyền hình.
Ngày 8 tháng 10 năm 2015, Việt Anh có buổi họp báo công bố Dự án phim điện ảnh do công ty của mình sản xuất với tên gọi là Vệ sĩ, tiểu thư và thằng khờ trong bộ phim này, ngoài vai trò diễn viên thì đây là phim đầu tiên Việt Anh tham gia với tư cách Nhà sản xuất kiêm đồng đạo diễn, đồng biên kịch. Phim bắt đầu được bấm máy ngày 12 tháng 10 năm 2015, quy tụ dàn diễn viên nổi tiếng như Angela Phương Trinh (vai ca sĩ Họa Mi), cầu thủ Mạc Hồng Quân (vai vệ sĩ Kevin), ca sĩ Bằng Kiều, ca sĩ Bùi Anh Tuấn, Hoa hậu Đại dương Đặng Thu Thảo và NSND Hồng Vân. Sau những bộ phim đình đám như Indochine; Kong: Skull Island thì Vệ sĩ, tiểu thư và thằng khờ được nhận xét là phim Việt đầu tiên khai thác vẻ đẹp nên thơ, hùng vĩ của kì quan thiên nhiên thế giới vịnh Hạ Long. Sau đó, phim chính thức được ra công chiếu tại rạp ngày 02 tháng 12 năm 2016.
Ngoài ra, trong năm 2016, anh còn lọt vào danh sách top 5 đề cử của Giải thưởng VTV Awards 2016 ở hạng mục Diễn viên nam ấn tượng nhưng không giành giải, giải thưởng này sau đó thuộc về diễn viên Hồng Đăng.

### 2017 – nay: Tiếp tục thành công vớiNgười phán xử
Khoảng cuối tháng 3 năm 2017, anh đánh dấu sự trở lại với thể loại phim hình sự khi tham gia ghi hình bộ phim Người phán xử với kịch bản được kế thừa từ bộ phim cùng tên của nền điện ảnh truyền hình Israel, đây là một bộ phim nằm trong series phim Cảnh sát hình sự của VFC nhưng Người phán xử không đi sâu vào công việc của những chiến sĩ công an là điều tra, giải quyết các vụ án mà nó là bức tranh đa chiều về đời sống, suy nghĩ, tình cảm, các mối quan hệ phức tạp và cuộc chiến giành quyền lực trong giới giang hồ hiện đại. Trong Người phán xử, Việt Anh đảm nhận vai cậu ấm Phan Hải - con trai của ông trùm Tập đoàn Phan Thị là Phan Quân (do Nghệ sĩ hài Hoàng Dũng đóng). Phan Hải là một cậu thiếu gia được cưng chiều từ nhỏ nên có bản tính ăn chơi, tính tình thì bốc đồng, nóng nảy, luôn làm mọi việc theo ý mình và gây ra không ít rắc rối cho bản thân và Tập đoàn Phan Thị của gia đình. Ngoài ra, mặc dù đã lấy vợ là Diễm My (do MC Đan Lê thủ vai), một luật sư xinh đẹp và đã có một con trai tên là Phan Hưng nhưng Phan Hải vẫn thường xuyên qua lại với cô bồ Vân Điệp đỏng đảnh do Thanh Bi thủ vai (sau khi Vân Điệp bỏ đi vì sợ Phan Hải trả thù là Hương "phố" do Trần Thúy An đóng) gây ảnh hưởng không nhỏ đến hạnh phúc gia đình. Sau 11 tháng bấm máy và sau khi trải qua giai đoạn hậu kỳ, phim được họp báo ra mắt ngày 14 tháng 3 năm 2017 tại Hà Nội. Phim được phát sóng chính thức vào 21 giờ 30 phút các ngày thứ Tư, thư Năm hàng tuần trên kênh VTV3, bắt đầu từ ngày 23 tháng 3 năm 2017. Ngay sau khi phát sóng từ những tập đầu tiên, Người phán xử đã tạo nên một cơn sốt trong công chúng trong đó có việc mọi người bắt chước những câu thoại cực "chất" của bố con Phan Quân sau đó kết nối và "chế" những câu thoại này và biến chúng thành những clip hay câu chuyện hài hước trên mạng xã hội. Ngoài ra, còn có rất nhiều phản hồi tích cực từ phía khán giả cả nước trên YouTube và trang fanpage trên Facebook của Người phán xử như: "Xem hay, kiểu như xem 'Bố già' phiên bản Việt"; "Rất giống 'Bố già' nhưng vẫn có vị riêng nào đó"; "Lâu lắm rồi mới có bộ phim Việt hay như vậy"... Còn riêng đối với cá nhân Việt Anh thì anh một lần nữa lại chứng tỏ vai phản diện là sở trường khi anh vừa thể hiện được nguy hiểm và tàn bạo của Phan Hải nhưng vẫn đôi lúc thể hiện sự ngây ngô qua những lời thoại mang tính chất hài hước hay những cảnh quay mà anh diễn như không diễn khi đóng cặp với người thầy Hoàng Dũng của mình.
Lời thoại nổi bật:
| “                                      | Này, đây tắt máy chẳng qua là chỉ để tăng thêm phần long trọng thôi, nhá!!! Ai bảo ở nhà bố thì ngáo, vợ thì láo. | ” |
| — Phan Hải trong Người phán xử (tập 5) | |   |

| “                                      | Mà con cũng chả hiểu tại sao bố với Lương Bổng lại sợ cái tên Thế "chột" đấy thế nhề ? Ngay từ ngày bé con đã đếch sợ hắn rồi, hắn cho con kẹo con còn đếch thèm lấy ấy, sợ quái gì!!! | ” |
| — Phan Hải trong Người phán xử (tập 7) | |   |

| “                                       | Cô bị điên à, cô mà chết thì ai chăm con tôi ? | ” |
| — Phan Hải trong Người phán xử (tập 11) |                                                |   |

Ngoài Người phán xử, cùng năm Việt Anh còn xuất hiện trong bộ phim sitcom Cư dân thông thái xoay quanh những mối quan hệ hàng xóm trong một khu chung cư hiện đại, trong phim này Việt Anh nhận vai Thịnh là một anh bố đơn thân thành đạt sống cùng với một cô con gái bé bỏng, trong phim bố Thịnh luôn là người rất yêu chiều con gái, chăm lo cho con gái mọi chuyện từ ăn uống, giấc ngủ đến việc tìm giáo viên học đàn. Phim được phát sóng trên VTV6 vào 20 giờ 45 phút thứ 2, 3, 4, 5 hàng tuần, bắt đầu từ ngày 24 tháng 4 năm 2017.

## Tác phẩm

### Phim truyền hình
| Năm  | Phim                                   | Kênh         | Vai diễn                 | Đạo diễn                                             | Đóng chung                                                                                    | Giải thưởng cá nhân | Ghi chú                                                       | Nguồn                                                   |
| ---- | -------------------------------------- | ------------ | ------------------------ | ---------------------------------------------------- | --------------------------------------------------------------------------------------------- | --- | ------------------------------------------------------------- | ------------------------------------------------------- |
| 2004 | Lời thề cỏ non                         | VTV1         | Việt Anh                 | Hoàng Lâm                                            | Hồng Đăng, Diệu Hương, Phương Điệp                                                            | | Sản xuất đặc biệt dành cho lớp diễn viên truyền hình VFC số 1 | [ 31 ]                                                  |
| 2005 | Bản lĩnh người đẹp                     | VTV3         | Đông                     | Nguyễn Anh Tuấn                                      | Thanh Mai, Đường Minh Giang, Phú Thăng, Thanh Chi, Lệ Quyên                                   | |                                                               |                                                         |
| 2005 | Dòng sông phẳng lặng                   | VTV3         | Phi Hùng                 | Đỗ Đức Thành                                         | Kiều Thanh                                                                                    | |                                                               |                                                         |
| 2005 | Con đường gian khổ                     | VTV3         | Luân                     | Nguyễn Hữu Phần                                      | Hoa Thúy                                                                                      | |                                                               |                                                         |
| 2006 | Cảnh sát hình sự: Chạy án              | VTV1         | Cao Thanh Lâm            | Vũ Hồng Sơn                                          | Phan Hòa                                                                                      | |                                                               | [ 32 ]                                                  |
| 2008 | Cảnh sát hình sự: Chạy án 2            | VTV1         | Cao Thanh Lâm            | Vũ Hồng Sơn                                          | Phan Hòa                                                                                      | Giải Mai vàng 2008: Nam diễn viên điện ảnh – truyền hình                                                                                         |                                                               | [ 32 ] [ 33 ] [ 34 ]                                    |
| 2008 | Chàng trai đa cảm                      | VTV1         | Tuấn                     | Trần Trung Dũng                                      | Hồng Diễm                                                                                     | |                                                               | [ 35 ]                                                  |
| 2008 | Gia tài bác sĩ                         | HTV9         | Lộc                      | Nguyễn Minh Cao                                      | Thanh Hằng                                                                                    | Giải Mai vàng 2008: Nam diễn viên điện ảnh – truyền hình                                                                                         |                                                               | [ 36 ] [ 37 ]                                           |
| 2009 | Gió nghịch mùa                         | HTV7         | Hoàng Minh               | Đặng Lưu Việt Bảo                                    | Lý Nhã Kỳ                                                                                     | |                                                               |                                                         |
| 2009 | Quán kem tình nhân                     | HTV7         | Long                     | Lê Quang Hưng                                        | Yeye Nhật Hạ                                                                                  | |                                                               |                                                         |
| 2011 | Cảnh sát hình sự: Chỉ còn lại tình yêu | VTV1         | Lợi                      | Vũ Minh Trí                                          | Thiên Bảo                                                                                     | |                                                               | [ 41 ] [ 42 ]                                           |
| 2012 | Chân trời trắng                        | VTV3         | Thắng                    | Phạm Gia Phương                                      | Kim Oanh                                                                                      | |                                                               | [ 32 ] [ 43 ] [ 44 ]                                    |
| 2012 | Vòng xoáy bạc                          | VTV9         | Đức Sơn                  | Đặng Tất Bình - Nguyễn Hoài Thu                      | Nhật Kim Anh                                                                                  | |                                                               |                                                         |
| 2012 | Anh tơ hai phẩy                        | VTV1         | Long                     | Nguyễn Danh Dũng                                     | Phan Minh Huyền                                                                               | |                                                               | [ 45 ] [ 46 ]                                           |
| 2013 | Ranh giới mong manh                    | HTV9         | Tâm                      | Nguyễn Mạnh Hà                                       | Kim Tuyến                                                                                     | |                                                               | [ 32 ]                                                  |
| 2013 | Bóng tối rực rỡ                        | VTV9         | Bảo Hoàng                | Trần Quang Đại                                       | Lê Khánh                                                                                      | |                                                               |                                                         |
| 2013 | Tình yêu không hẹn trước               | VTV3         | Huy                      | Trọng Trinh - Bùi Tiến Huy                           | Lã Thanh Huyền                                                                                | |                                                               | [ 47 ] [ 48 ] [ 49 ] [ 50 ]                             |
| 2013 | Chỉ có thể là yêu                      | VTV3         | Hải Long                 | Vũ Minh Trí                                          | Linh Phương                                                                                   | |                                                               | [ 51 ]                                                  |
| 2014 | Tuổi thanh xuân                        | VTV3         | Hưng                     | Nguyễn Khải Anh - Bùi Tiến Huy - Myung Hyun Woo      | Kim Tuyến                                                                                     | |                                                               |                                                         |
| 2015 | Khi đàn chim trở về 3                  | VTV1         | Thành                    | Nguyễn Danh Dũng                                     | Vân Anh, Kiều Thanh                                                                           | Liên hoan Truyền hình toàn quốc lần thứ 35: Bằng khen Diễn viên nam xuất sắc nhất Giải Cánh diều vàng 2015: Nam diễn viên chính phim truyền hình |                                                               | [ 15 ] [ 52 ] [ 53 ]                                    |
| 2015 | Khúc hát mặt trời                      | VTV3         | Lâm                      | Vũ Trường Khoa                                       | Đinh Hương                                                                                    | |                                                               | [ 54 ]                                                  |
| 2016 | Zippo, mù tạt và em                    | VTV3         | Quân                     | Trọng Trinh - Bùi Tiến Huy                           | Vân Anh                                                                                       | |                                                               | [ 55 ]                                                  |
| 2017 | Mátxcơva - Mùa thay lá                 | VTV1         | Đức                      | Trọng Trinh                                          | Hồng Đăng, Hồng Diễm                                                                          | |                                                               | [ 56 ] [ 57 ]                                           |
| 2017 | Cảnh sát hình sự: Người phán xử        | VTV3         | Phan Hải                 | Nguyễn Mai Hiền - Nguyễn Khải Anh - Nguyễn Danh Dũng | Hoàng Dũng, Hồng Đăng, Thanh Hương, Đan Lê                                                    | |                                                               | [ 32 ] [ 58 ] [ 59 ] [ 60 ] [ 61 ] [ 62 ]               |
| 2017 | Cư dân thông thái                      | VTV6         | Thịnh                    |                                                      | Thanh Hương                                                                                   | |                                                               |                                                         |
| 2017 | Sống chung với mẹ chồng                | VTV1         | Sơn                      | Vũ Trường Khoa                                       | Bảo Thanh                                                                                     | |                                                               | [ 63 ] [ 64 ] [ 65 ] [ 66 ] [ 67 ] [ 68 ] [ 69 ] [ 70 ] |
| 2018 | Phía trước là cả một đời phán xử       | VTV Giải Trí | Phan Hải                 | Đỗ Thanh Hải                                         | Thu Nga                                                                                       | | Phim ngắn                                                     | [ 32 ]                                                  |
| 2019 | Cảnh sát hình sự: Mê cung              | VTV3         | Luật sư Đông Hoà         | Nguyễn Khải Anh - Trần Trọng Khôi                    | Hồng Đăng, Hoàng Thùy Linh, Thuỳ Dương                                                        | |                                                               | [ 32 ] [ 71 ] [ 72 ] [ 73 ]                             |
| 2019 | Sinh tử                                | VTV1         | Mai Hồng Vũ              | Khải Hưng - Nguyễn Mai Hiền                          | Chí Nhân, Quỳnh Nga                                                                           | Liên hoan Truyền hình toàn quốc lần thứ 40: Bằng khen Diễn viên nam xuất sắc nhất                                                                |                                                               | [ 32 ]                                                  |
| 2020 | Cảnh sát hình sự: Hồ sơ cá sấu         | VTV3         | Đặng Trung               | NSƯT Nguyễn Mai Hiền                                 | Mạnh Trường, NSƯT Hoàng Hải, Doãn Quốc Đam, Ngọc Quỳnh, Kiều Anh, Lan Phương, Phan Minh Huyền | |                                                               | [ 32 ] [ 74 ]                                           |
| 2020 | Hướng dương ngược nắng                 | VTV3         | Hoàng                    | Vũ Trường Khoa                                       | Lương Thu Trang                                                                               | |                                                               | [ 75 ] [ 76 ] [ 77 ] [ 78 ]                             |
| 2022 | Chồng cũ, vợ cũ, người yêu cũ          | VTV3         | Việt                     | Vũ Trường Khoa                                       | Lã Thanh Huyền, Thúy Hằng                                                                     | |                                                               | [ 79 ]                                                  |
| 2022 | Hành trình công lý                     | VTV3         | Phạm Đức Hoàng           | Nguyễn Mai Hiền                                      | Hồng Diễm, Thu Quỳnh                                                                          | |                                                               |                                                         |
| 2023 | Cuộc chiến không giới tuyến            | VTV1         | Trung tá Trần Đình Trung | Nguyễn Danh Dũng                                     | Hoàng Hải, Thu Quỳnh                                                                          | |                                                               |                                                         |
| 2024 | Những nẻo đường gần xa                 | VTV1         | Vinh                     | Nguyễn Mai Hiền                                      | Cù Thị Trà, Bích Thủy                                                                         | |                                                               |                                                         |

### Phim điện ảnh
- Vệ sĩ, tiểu thư và thằng khờ (2016) - diễn viên, đạo diễn[80][81]

### MV ca nhạc
| Năm  | Bài hát            | Tác giả         | Bạn diễn                                | Tham khảo |
| ---- | ------------------ | --------------- | --------------------------------------- | --------- |
| 2018 | Không thể thay thế | Quang Hà        | Đới Bích Hạnh                           |           |
| 2019 | Tình đến rồi đi    | Giang Hồng Ngọc | Giang Hồng Ngọc                         |           |
| 2020 | Say tình say nghĩa | Lã Phong Lâm    | Lã Phong Lâm, Đỗ Duy Nam, Jimmii Khánh. |           |

## Đời tư
Đầu năm 2007, Việt Anh lập gia đình với phóng viên Thùy Linh. Đám cưới diễn ra vào ngày 26 tháng 2 năm 2007, Linh từng là học trò của mẹ Việt Anh khi cô còn là giáo viên dạy tiếng Anh. Do yêu cầu công việc, Linh chuyển vào làm biên tập viên ở Đài Truyền hình Thành phố Hồ Chí Minh (HTV). Việt Anh quyết định cùng vợ vào thành phố Hồ Chí Minh lập nghiệp. Sau một thời gian chung sống họ có một cô con gái tên là Song Anh (bé Dâu tây) và sau đó 2 người chính thức ly hôn ngày 15 tháng 1 năm 2010. Sau khi ly hôn, Linh cùng con gái sang Mỹ định cư.
Đầu năm 2016, Việt Anh đã đăng ký kết hôn với bạn gái là Trần Hương nhưng 2 người tổ chức đám cưới từ trước. Trần Hương sinh năm 1989 và hoạt động kinh doanh tự do. Sáng ngày 7 tháng 3 năm 2017 cô sinh bé trai đầu lòng tại một bệnh viện ở Hà Nội. Việt Anh đặt tên thân mật cho con trai là bé Đậu. Đến năm 2019, hai người thông báo ly dị.

## Giải thưởng
| Giải thưởng                     | Năm  | Hạng mục                                | Tác phẩm đề cử         | Kết quả   | Chú thích     |
| ------------------------------- | ---- | --------------------------------------- | ---------------------- | --------- | ------------- |
| Ấn tượng VTV                    | 2016 | Nam diễn viên ấn tượng                  | Khi đàn chim trở về 3  | Đề cử     | [ 89 ] [ 90 ] |
| Ấn tượng VTV                    | 2020 | Nam diễn viên ấn tượng                  | Sinh tử                | Đề cử     | [ 91 ] [ 92 ] |
| Ấn tượng VTV                    | 2021 | Nam diễn viên ấn tượng                  | Hướng dương ngược nắng | Đề cử     | [ 93 ] [ 94 ] |
| Cánh Diều Vàng                  | 2015 | Nam diễn viên phim truyền hình xuất sắc | Khi đàn chim trở về 3  | Đoạt giải | [ 95 ]        |
| Giải Mai Vàng                   | 2008 | Nam diễn viên điện ảnh - truyền hình    | Chạy án 2              | Đoạt giải | [ 96 ]        |
| Giải Mai Vàng                   | 2008 | Nam diễn viên điện ảnh - truyền hình    | Gia tài bác sĩ         | Đoạt giải | [ 96 ]        |
| Liên hoan Truyền hình Toàn quốc | 2015 | Nam diễn viên chính xuất sắc            | Khi đàn chim trở về 3  | Bằng khen | [ 97 ]        |
| Liên hoan Truyền hình Toàn quốc | 2020 | Nam diễn viên chính xuất sắc            | Sinh tử                | Bằng khen | [ 98 ]        |

## Danh hiệu
- Nghệ sĩ ưu tú (2023)

### Tin tức
- "Diễn viên Việt Anh: Chịu áp lực lớn khi nhận vai kiểm lâm". Báo điện tử VTV. ngày 27 tháng 5 năm 2015. Truy cập ngày 3 tháng 5 năm 2017.
- "Kiều Thanh, Việt Anh rớt nước mắt vì trẻ em nghèo". Báo điện tử Dân Việt. ngày 25 tháng 8 năm 2015. Truy cập ngày 27 tháng 4 năm 2017.
- "Việt Anh 'Chạy án' chi 3 tỷ để thực hiện 1 cảnh quay". VietNamNet. ngày 10 tháng 10 năm 2015. Truy cập ngày 3 tháng 5 năm 2017.
- "Việt Anh 'Chạy án' bật khóc trên sóng truyền hình". Báo điện tử Dân Việt. ngày 30 tháng 8 năm 2016. Truy cập ngày 3 tháng 5 năm 2017.
- "Việt Anh: 'Người phụ nữ yêu tôi sẽ chịu nhiều thiệt thòi'". VnExpress. ngày 3 tháng 12 năm 2016. Truy cập ngày 3 tháng 5 năm 2017.
- "Diễn viên Việt Anh lên án nạn ấu dâm và tư vấn cách phòng tránh cho con gái". giadinh.net.vn - Báo điện tử Gia đình & Xã hội. ngày 15 tháng 3 năm 2017. Truy cập ngày 27 tháng 4 năm 2017.
- "Cuộc đời đầy nước mắt của Việt Anh "Người phán xử"". Báo điện tử Dân Việt. ngày 20 tháng 4 năm 2017. Truy cập ngày 27 tháng 4 năm 2017.
- "Đạo diễn phim Người phán xử: Việt Anh là một diễn viên tài năng". Báo điện tử VTV. ngày 21 tháng 4 năm 2017. Truy cập ngày 27 tháng 4 năm 2017.
- "Việt Anh: Phan Hải của phim Người phán xử là vai diễn áp lực". Báo điện tử VTV. ngày 8 tháng 5 năm 2017. Truy cập ngày 9 tháng 5 năm 2017.